# ムショぼけ
『ムショぼけ』は、沖田臥竜の小説。および、それを原作とするテレビドラマ。小学館文庫刊。

## 概要
著者である沖田の実体験を元に、元暴力団構成員・陣内宗介の出所後を描いた作品。
タイトルの「ムショぼけ」とは長年の刑務所暮らしによって、社会と隔離された生活を送った者が出所後に世の中の環境の変化やスピードについていけない現象をいう。

## 登場人物
陣内宗介
夜勤部長
HIRO
リサ
平松
さとし
オカン
ナツキ
カイト
キヨカ
シゲ
しょうぞう

## 書誌情報
- ムショぼけ、2021年9月7日、小学館文庫刊、ISBN 978-4-09-407061-3

## テレビドラマ
『ムショぼけ』と題して、2021年10月3日から12月12日まで朝日放送テレビ（ABCテレビ）「ドラマ+」で放送。企画プロデュースは藤井道人、主演は連続ドラマ初主演となる北村有起哉。元ヤクザの最高幹部から小説家に転身した経験を持ち、12年間の刑務所生活を送った沖田の実体験に基づく任侠コメディ。

### キャスト
陣内宗介〈44〉
演 - 北村有起哉（幼少期：藤原詩音）
元暴力団構成員。
夜勤部長
演 - 板尾創路
刑務官。本作品のキーパーソン。
HIRO
演 - 九条ジョー（コウテイ）
二代目徳島組のヤクザであり、暴露系の極道インフルエンサー。
リサ〈21〉
演 - 武田玲奈
若者から絶大な支持を集める人気インフルエンサー。
平松
演 - 木下ほうか
二代目徳島組のヤクザ。
さとし
演 - 松尾諭
二代目徳島組のヤクザ。陣内とは兄弟分の杯を交わしている。
オカン
演 - 末成映薫
陣内の母。
ナツキ〈22〉
演 - 鳴海唯（14年前：工藤奏）
陣内とキヨカの娘。両親の離婚後は父親の陣内とは会っていない。
カイト
演 - 山崎竜太郎（14年前：佐藤律）
陣内とキヨカの息子であり、ナツキの弟。
キヨカ
演 - 新宅マキ
陣内と離婚した嫁。陣内はヨリを戻したいと思っている。
シゲ
演 - 藤井陽人
陣内が勤務する運送会社の同僚。
しょうぞう
演 - 長村航希
陣内の勤務先の同僚。

### スタッフ
- 原作 - 沖田臥竜 「ムショぼけ」（小学館文庫（小学館）刊）
- 脚本・監督 - アベラヒデノブ、澤口明宏、逢坂元
- 企画プロデュース - 藤井道人[2]
- 主題歌 - 倉木麻衣「ONE LOVE」(NORTHERN MUSIC)[4][5]
- 音楽 - 岩本裕司
- 劇中歌 - 『せぶんすたー』武田玲奈、『オレンジ　amanatsu ver.』myeahns
- 刺青 - 彫政統
- アクション - 中村健人、奥深山新
- ロケ協力 - ひょうごロケ支援Net、あまがさき観光局、岸和田市、岸和田市観光協会
- 技術協力 - アイネックス
- HP・SNS - デジアサ
- 音響効果 - シネマサウンドワークス
- 美術プロデューサー - 小林沙奈美
- 美術進行 - 橋本泰至
- 美術協力 - つむら工芸
- チーフプロデューサー - 山崎宏太（朝日放送テレビ）
- プロデューサー - 南雄大（朝日放送テレビ）、山田久人（BABEL LABEL）、角田道明（Lat-Lon）
- 制作協力 - BABEL LABEL、Lat-Lon
- 制作著作 - 朝日放送テレビ

### 放送日程
※ 放送日は制作局・朝日放送テレビ基準。
| 話数   | 放送日   | サブタイトル         | 脚本・監督              |
| ------ | -------- | -------------------- | ----------------------- |
| 第1話  | 10月03日 | 全てを失った元ヤクザ | アベラヒデノブ          |
| 第2話  | 10月10日 | 14年ぶりの再会       | 逢坂元                  |
| 第3話  | 10月17日 | 日給8500円の男       | 逢坂元                  |
| 第4話  | 10月24日 | 私の心は夏模様       | 澤口明宏                |
| 第5話  | 11月07日 | 14年前も14年先も     | アベラヒデノブ          |
| 第6話  | 11月14日 | オヤジの背中         |                         |
| 第7話  | 11月21日 | 夢の家族再生計画     |                         |
| 第8話  | 11月28日 | 夢で逢えたら         |                         |
| 第9話  | 12月5日  | 人生の物語           |                         |
| 最終回 | 12月12日 |                      | アベラヒデノブ 澤口明宏 |

### ネット局
| 放送対象地域 | 放送局                | 系列           | 放送曜日・時間      | 放送期間                 | 備考   |
| ------------ | --------------------- | -------------- | ------------------- | ------------------------ | ------ |
| 近畿広域圏   | 朝日放送テレビ（ABC） | テレビ朝日系列 | 日曜 23:55 - 翌0:25 | 2021年10月3日 - 12月12日 | 制作局 |
| 神奈川県     | テレビ神奈川（tvk）   | 独立局         | 火曜 23:00 - 23:30  | 2021年10月5日 - 12月14日 |        |

| 朝日放送テレビ ドラマ+                                               | 朝日放送テレビ ドラマ+                  | 朝日放送テレビ ドラマ+               |
| 前番組                                                               | 番組名                                  | 次番組                               |
| -------------------------------------------------------------------- | --------------------------------------- | ------------------------------------ |
| ワンモア （2021年8月1日 - 9月27日） 【名古屋テレビ（メ～テレ）制作】 | ムショぼけ （2021年10月3日 - 12月12日） | ハレ婚。 （2022年1月16日 - 3月13日） |

## 漫画
小説を原案として、作者の沖田臥竜がオリジナルストーリーを書きおろしたコミカライズ『ムショぼけ〜懲役たちのレクイエム〜』が、『ヤンチャンWeb』（秋田書店）にて2023年10月24日より連載されている。漫画は信長アキラ。
- 沖田臥竜（原作） / 信長アキラ（漫画） 『ムショぼけ』 秋田書店〈ヤングチャンピオンコミックス〉、既刊4巻（2025年6月19日現在）
  1. 2024年3月18日発売[9]、ISBN 978-4-253-31166-3
  2. 2024年8月20日発売[10]、ISBN 978-4-253-31167-0
  3. 2025年1月20日発売[11]、ISBN 978-4-253-31168-7
  4. 2025年6月19日発売[12]、ISBN 978-4-253-31169-4